# Андрей Жеков
Андрей Жеков е български волейболист, разпределител. Роден на 12 март 1980 година в София, висок e 190 см. Първият му треньор и откривател за волейбола е Нели Маврудиева – УСШ „Триадица“, след което тренира при Матьо Калчев (Славия). Играе като разпределител. Шампион с отборите на ВК „Славия“ и Левски Сиконко. В националния отбор e от 1998 година. През 2006/2007 г. изкара един сезон за Нефтяник Башкортостана (Русия).
До 2010 е играч на гръцкия ЕА Патрон (Патра) след което се премества в Олимпиакос (Пирея). Заради финансови затруднения от началото на 2011 се премества в турския Галатасарай (Истанбул), където играе само половин сезон. От есенния полусезон на 2011 г. е играч на италианския Копра Морфо (Пиаченца).
През 2012 година след скандали в националния отбор се отказва от състезателна кариера  и започва да се занимава с популяризирането на волейбола сред юношите. 
През 2013 г. се завръща в професионалния волейбол като играч на Томис Констанца (Румъния), с които печели купа и титла на Румъния.
През 2016 г. се завръща в „Левски“ като играещ треньор. През лятото подписва с турския „Бешикташ“, където играе до края на годината.

## Постижения
- Бронзов медалист от Световното първенство в Япония 2006 г.
- Бронзов медалист от Световната купа в Япония 2007 г.
- Бронзов медалист от Европейското първенство в Турция 2009 г.

Женен е и има 2 деца.